# Scott Fellows

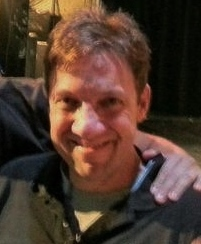
Scott Fellows

Scott Fellows is een Amerikaans scenarioschrijver en producer.

## Carrière
Fellows is de bedenker en producent van de televisieseries Ned's Declassified School Survival Guide, Big Time Rush en Johnny Test. Hij werd genomineerd voor een Emmy Award in de categorie 'Outstanding Music and Lyrics' voor zijn werk voor de tekenfilm The Fairly OddParents. Ook is hij de bedenker van twee televisieprogramma's van Cartoon Network, namelijk Tom and Jerry en The Moxy Show.

## Filmografie

### Schrijver
- Big Time Rush (2009-2013)
- One 4 All (2009)
- Johnny Test (27 afleveringen, 2005-2008)
- Ned's Declassified School Survival Guide (19 afleveringen, 2004-2007)
- The Fairly OddParents (1 aflevering, 2003)
- 100 Deeds for Eddie McDowd (1 aflevering, 2002)
- Brand Spanking New! Doug (1996)
- U to U (1994)
- Weinerville (1993)

### Producent
- One 4 All (2009)
- Johnny Test (26 afleveringen, 2006-2008)
- Ned's Declassified School Survival Guide (8 afleveringen, 2004-2007)